# Рентабельность
Рента́бельность (от нем. rentabel — доходный, полезный, прибыльный) — относительный показатель экономической эффективности, рассчитывается как отношение прибыли к активам или потокам, её формирующим. Показатели рентабельности обычно выражают в процентах.
В общем смысле рентабельность показывает относительный уровень прибыльности, что позволяет сопоставлять показатели предприятий разных по объёмам и структуре.
Показатели рентабельности можно условно разделить на две группы: рентабельность продаж и рентабельность активов, которые комплексно отражают степень эффективности использования материальных, трудовых и денежных и других ресурсов.

## Показатели рентабельности
Основные показатели:
- Рентабельность собственного капитала (ROE Return On Equity) = Чистая прибыль / Собственный капитал.
- Валовая рентабельность = Валовая прибыль / Выручка.
- Рентабельность продаж (ROS Return On Sales) = Прибыль / Выручка.
- Рентабельность активов (ROA Return On Assets) = Чистая прибыль / Активы или (Чистая прибыль + Процентный расход) / Активы.

Дополнительные показатели:
- Рентабельность основных средств = Чистая прибыль / Основные средства.
- Рентабельность персонала (ROL) = Чистая прибыль / сумма затрат на персонал (ФОТ и др. затраты связанные с работниками).
- Коэффициент базовой прибыльности активов (Basic Earning Power) — отношение прибыли до уплаты налогов и процентов к получению к суммарной величине активов. BEP = EBITDA/Активы × 100 %.
- Рентабельность инвестированного, перманентного капитала (ROIC) — отношение чистой операционной прибыли к среднему за период собственному и долгосрочному заёмному капиталу. ROIC = EBIT × (100 % — Ставка налога на прибыль) / Инвестированный капитал. В частном случае, при использовании в качестве инвестированного капитала заёмных средств ROIC = (EBIT × (100 % — ставка налога на прибыль) — сумма % по заёмному капиталу) / (собственный капитал+заёмный капитал).
- Рентабельность задействованного капитала (собственный капитал + долгосрочные займы) (ROCE)
- Рентабельность суммарных активов (ROTA) = Прибыль до налогообложения / Совокупные активы.
- Рентабельность активов бизнеса (ROBA)
- Рентабельность чистых активов (RONA) = Прибыль до налогообложения / Чистые активы.
- Рентабельность производства = Прибыль / (Стоимость основных фондов + стоимость оборотных средств).
- Рентабельность наценки (Profitability of the Margin) — отношение себестоимости продукции к его продажной цене.
- Рентабельность себестоимости (Profitability of the Cost of Sales) — отношение прибыли к закупочной стоимости.
- прочие (см. коэффициенты рентабельности в финансовых коэффициентах)

## Рентабельность продаж
Рентабельность продаж (англ. Return on Sales, ROS) — коэффициент рентабельности, который показывает долю прибыли в каждой заработанной денежной единице. Обычно рассчитывается как отношение операционной прибыли (прибыли до налогообложения) за определённый период к выраженному в денежных средствах объёму продаж за тот же период.
Рентабельность продаж = (операционная прибыль / объём продаж)
Рентабельность продаж является индикатором ценовой политики компании и её способности контролировать издержки. Различия в конкурентных стратегиях и продуктовых линейках вызывают значительное разнообразие значений рентабельности продаж в различных компаниях. Часто используется для оценки операционной эффективности компаний. Однако следует учитывать, что при равных значениях показателей выручки, операционных затрат и прибыли до налогообложения у двух разных фирм рентабельность продаж может сильно различаться вследствие влияния объёмов процентных выплат на величину чистой прибыли.

## Рентабельность активов
Рентабельность активов (англ. return on assets, ROA) — относительный показатель эффективности деятельности, частное от деления чистой прибыли, полученной за период, на среднюю величину активов организации за этот же период. Один из финансовых коэффициентов, входит в группу коэффициентов рентабельности. Показывает способность активов компании порождать прибыль.
Рентабельность активов — индикатор доходности и эффективности деятельности компании, очищенный от влияния объёма заёмных средств. Применяется для сравнения предприятий одной отрасли и вычисляется по формуле: Рентабельность активов = Чистая прибыль за период / Средняя величина активов за период.
{\displaystyle Ra=P/A}
где: Ra — рентабельность активов, P — прибыль за период, A — средняя величина активов за период.
Рентабельность активов отражает, сколько приходится прибыли на каждую денежную единицу, вложенную в имущество организации.

## Рентабельность производства
Рентабельность производства рассчитывается как отношение общей суммы прибыли (балансовой прибыли) к среднегодовой стоимости основных и оборотных средств. Формула расчёта рентабельности производства имеет следующий вид:
Rпроизв = Пр / (ОФ + ОбС) × 100,
где:
Rпроизв — рентабельность производства;
ОФ — средняя для расчётного периода стоимость основных производственных фондов;
ОбС — средняя стоимость оборотных средств.

## Рентабельность собственного капитала
Рентабельность собственного капитала (англ. return on equity, ROE) — относительный показатель эффективности деятельности, частное от деления чистой прибыли, полученной за период, на собственный капитал организации. Один из финансовых коэффициентов, входит в группу коэффициентов рентабельности. Показывает отдачу на инвестиции акционеров с точки зрения учётной прибыли.

### Формула Дюпон
Формула Дюпон объединяет три важные составляющие: структуру рисков бизнеса, динамику изменения рисков, оценку стоимости капитала
```
ROE  = (
Чистая прибыль
 / 
Выручка
) × (
Выручка
 / 
Активы
) ×  (
Активы
 / 
Собственный капитал
)

     = (рентабельность чистой прибыли (NPM)) × (
оборачиваемость активов
) × (
коэффициент капитализации
)
     = (
Чистая прибыль
 / 
Собственный капитал
)
```

## Рентабельность подрядных услуг
Этот показатель может использоваться для конкурсной оценки эффективности каждого из подрядчиков, а также для оценки экономии от предоставления услуги. Рассчитывается как отношение разницы затрат при непредоставлении и предоставлении услуги к затратам при предоставлении услуги.
Ру = (З0 — З1) / З1
При этом подразумевается, что непредоставленная услуга приведёт к более значительным затратам организации, например на штрафы.